# モールスキン
モールスキンは厚手のコットン生地。

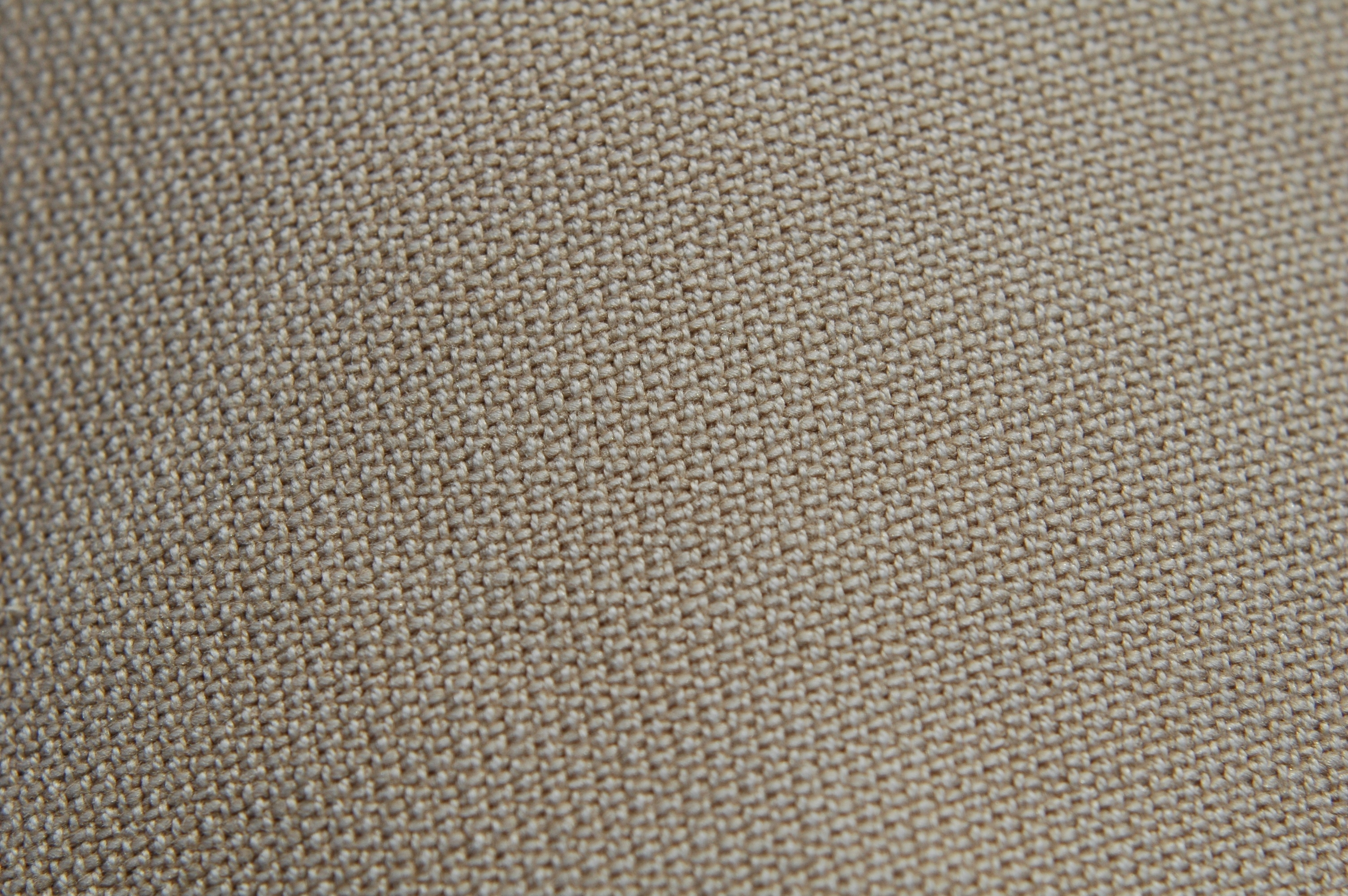
Moleskin

「モール（mole）」は英語でモグラを意味し、モールスキンは本来はモグラの毛皮のことだが、この本来の意味は英語でも廃れている。

## 特徴
肌触りが良く、耐久性にすぐれる素材で衣類やステーショナリーに使われる。